# 霍多寧縣

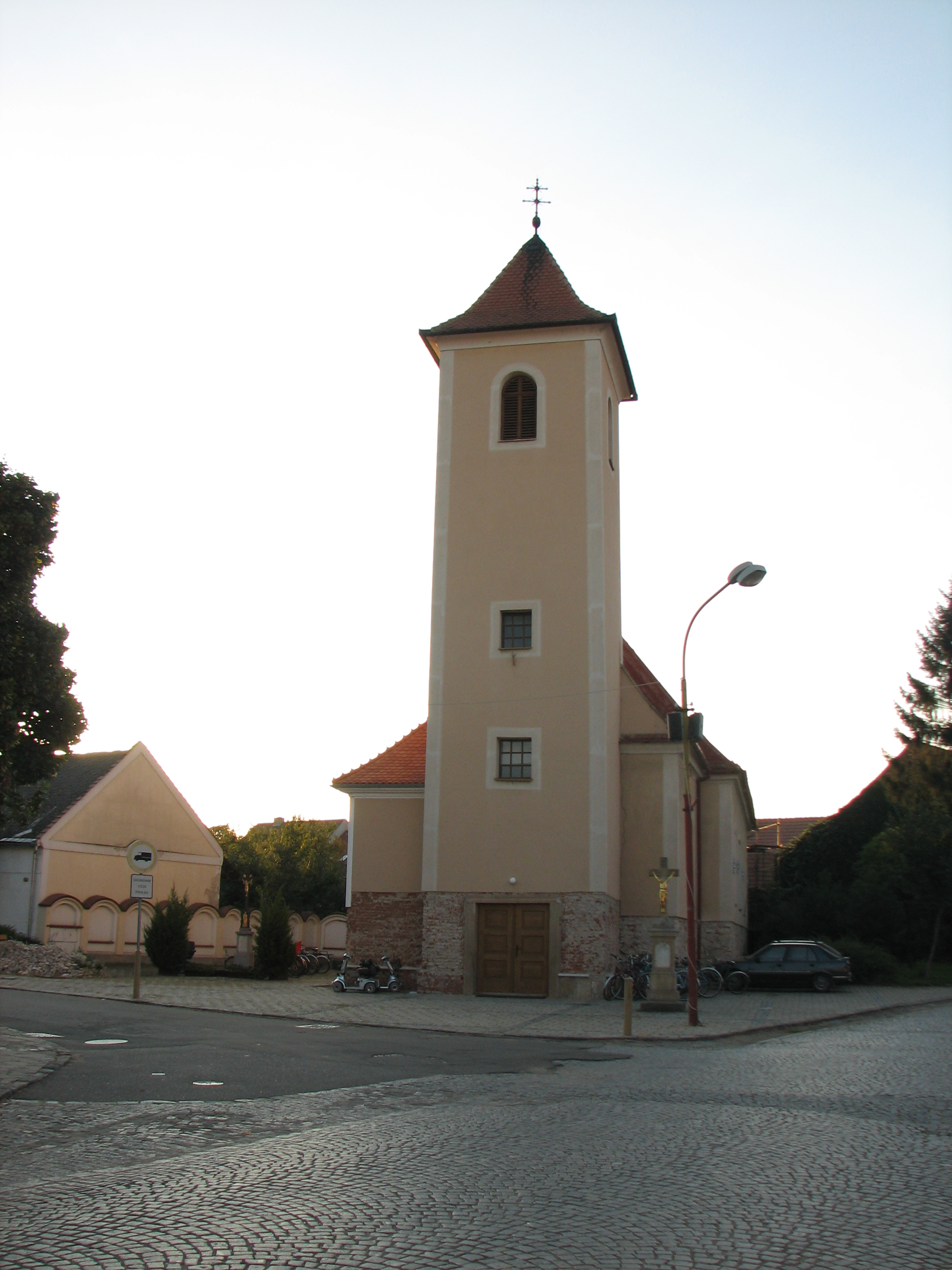

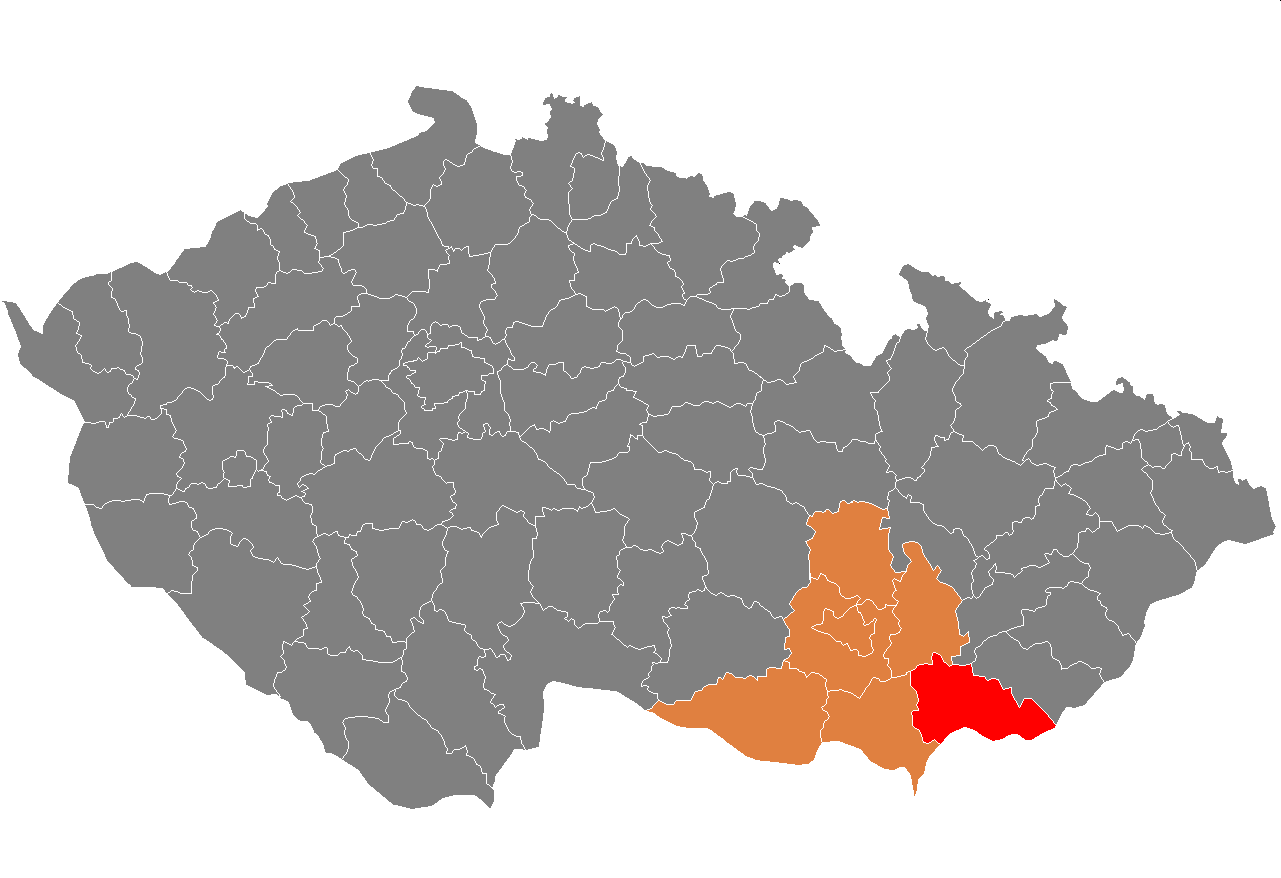

48°51′04″N 17°07′37″E / 48.85111°N 17.12694°E
霍多寧縣（捷克語：Okres Hodonín），是捷克的縣份，位於該國東南部，由南摩拉維亞州負責管轄，首府設於霍多寧，面積1,099平方公里，2007年人口15,771，人口密度每平方公里143人。